# سوزان هوفمان
سوزان هوفمان (بالألمانية: Susanne Hoffmann)‏ هي متسابقة بياثل نمساوية، ولدت في 17 أغسطس 1994 في تسيل أم زيه في النمسا.

## وصلات خارجية
- سوزان هوفمان على موقع IBU (الإنجليزية)